# Ultra Warrior
Ultra Warrior, conosciuto anche con il titolo di Welcome to Oblivion, è un film di fantascienza di ambientazione post apocalittica statunitense del 1990 diretto da Augusto Tamayo San Román e Kevin Tent.

## Trama
Lo Space Defense System, costruito dagli Stati Uniti come difesa missilistica, va in tilt e provoca per errore il bombardamento della Terra con armi atomiche. Ne consegue un'era post atomica in cui i sopravvissuti al disastro si sono riorganizzati in poche città. Essi si devono difendere dal temibile Bishop che ha raccolto intorno a sé un'orda di mutanti, trasformati dalle radiazioni, che razziano ogni comunità pacifica.
Il nuovo governo degli Stati Uniti, al fine di trovare una soluzione definitiva al problema senza incorrere una sanguinosa guerra, manda ad Oblivion, la roccaforte di Bishop, Kenner, un abile guerriero. Quest'ultimo è anche alla ricerca di un raro materiale denominato zerconium, che può essere utilizzato per costruire bombe. Egli infatti è intenzionato, tra le altre cose, anche a fermare un'invasione aliena.

## Produzione
Il film, una produzione a basso costo, fu prodotto dalla Concorde-New Horizons di Roger Corman e girato in Perù dal 16 giugno al 13 settembre 1989. Corman fece largo uso di sequenze prese da altre sue produzioni precedenti, tra cui Lords of the Deep, Destructors, I magnifici sette nello spazio, Wheels of Fire, I guerrieri delle dune e The Warrior and the Sorceress. La cosa è palese durante una scena erotica in cui il personaggio principale, Kenner, è interpretato per qualche secondo da un attore con lunghi capelli biondi mentre l'attore Dack Rambo ha capelli corti e scuri.

## Distribuzione
Il film uscì in VHS il 17 dicembre 1992.
Alcune delle uscite internazionali sono state:
- 16 marzo 1990 negli Stati Uniti (Ultra Warrior)
- in Germania Ovest (Alpha 2)

## Accoglienza
Il film incassò 410.880 dollari negli Stati Uniti.

## Promozione
La tagline è: "The last great warrior on planet earth" ("L'ultimo grande guerriero sul pianeta Terra").

## Critica
Secondo MYmovies (Fantafilm) il film è "una maldestra ricucitura di spezzoni tratti dalle pellicole post-apocalittiche"; inoltre "la confusione regna sovrana e le prove degli interpreti sono - per giudizio unanime - dilettantesche". Secondo MyMovies, infine, è stata inserita una ripresa reperita da I magnifici sette nello spazio al fine di poter inserire nell'elenco degli attori protagonisti il nome di George Peppard. L'inserimento del pezzo è giustificato con l'invasione di alieni interessati al reperimento del raro materiale presente solo sulla Terra.